# Motmoti
Motmoti (Pilari, lat. Momotidae) su porodica ptica iz reda modrivrana. Daleki su srodnici vodomara i, kao i oni, imaju samo jedan prst usmjeren prema natrag. 

## Opis
Pilari su srednje velike ptice koje se hrane kukcima i uglavnom žive u paru. Većina vrsta je duga 28-45 cm (zajedno s repom), ali najmanja je duga samo 17 cm. Imaju relativno težak kljun. Sve vrste imaju jarkozelen gornji dio tijela, a neki imaju zelenu ili smeđu kapu. Mješavina zelenih i smeđih nijansi na donjem dijelu tijela zavisi od vrste. Većina ima crnu šaru preko oka, a neki imaju crnu pjegu na prsima. Mužjaci i ženke slično izgledaju. 
Hrane se uglavnom kukcima, ponekad gušterima, zmijama, žabama i bobicama. Oglašavaju se ispuštanjem raznih zvižduka i kreštanja, koji se čuju daleko.

## Ponašanje
Kao i većina modrivrana, pilari se gnijezde u tunelima na obalama rijeka i sl. Nesu oko četiri bijela jajeta. Neke vrste se gnijezde u velikim kolonijama od do 40 jedinki. Ptići se izlegu nakon oko 20 dana, a napuste gnijezdo nakon sljedećih 30 dana. Oba roditelja se brinu za mlade. 
Pilari pokreću svoj rep naprijed i nazad kada uoče grabežljivce, kako bi im rekli da su ih spazili i da nema smisla da taj grabežljivac krene u lov. Takvo ponašanje donosi korist i ptici i grabežljicu, jer ptica neće potrošiti energiju kako bi pobjegla, a grabežljivac je neće potrošiti na neuspješan lov. 
Također postoje dokazi da rep kod mužjaka, neznatno duži od ženkinog, služi za udvaranje kod jedne vrste.
Kod nekoliko vrsta pilara, isperci pri kraju dva najduža repna pera otpadaju, bilo mitarenjem, bilo slučajnim trljanjem o kamenje, granje i sl., i zato se na kraju pera formiraju "reketi". Prije je, netočno, smatrano da su ptice namjerno kljunom kidale ispreke. Kasnije je dokazano da su isperci slabo pričvrćeni za stručak pera i lako otpadnu prirodnim putem. A opet, rep je kod dosta vrsta normalan. 

## Rodovi i vrste
Porodica Momotidae
- Rod Aspatha
  - Aspatha gularis
- Rod Baryphthengus
  - Baryphthengus martii
  - Baryphthengus ruficapillus
- Rod Electron
  - Electron carinatum
  - Electron platyrhynchum
- Rod Eumomota
  - Eumomota superciliosa
- Rod Hylomanes
  - Hylomanes momotula
- Rod Momotus
  - Momotus mexicanus
  - Momotus momota

## Galerija
- Hylomanes momotula
- Baryphthengus martii
- Eumomota superciliosa
- Electron carinatum

## Vanjske poveznice
|  | Zajednički poslužitelj ima stranicu o temi Momotidae    |
|  | Zajednički poslužitelj ima još gradiva o temi Momotidae |
|  | Wikivrste imaju podatke o taksonu Momotidae             |